# Brachyptera
Brachyptera is een geslacht van steenvliegen uit de familie vroege steenvliegen (Taeniopterygidae). De wetenschappelijke naam van het geslacht is voor het eerst geldig gepubliceerd in 1848 door Newport.

## Soorten
Brachyptera omvat de volgende soorten:
- Brachyptera algirica Aubert, 1956
- Brachyptera ankara Kazanci, 2000
- Brachyptera arcuata (Klapálek, 1902)
- Brachyptera auberti Consiglio, 1957
- Brachyptera beali (Navás, 1923)
- Brachyptera berkii Kazanci, 2001
- Brachyptera braueri Klapálek, 1900
- Brachyptera brevipennis Zhiltzova, 1964
- Brachyptera bulgarica Raušer, 1962
- Brachyptera calabrica Aubert, 1953
- Brachyptera demirsoyi Kazanci, 1983
- Brachyptera dinarica Aubert, 1964
- Brachyptera galeata Koponen, 1949
- Brachyptera graeca Berthélemy, 1971
- Brachyptera helenica Aubert, 1956
- Brachyptera macedonica Ikonomov, 1983
- Brachyptera monilicornis (Pictet, 1841)
- Brachyptera phthiotica Berthélemy, 1971
- Brachyptera putata (Newman, 1838)
- Brachyptera risi (Morton, 1896)
- Brachyptera ristis (Klapálek, 1901)
- Brachyptera seticornis (Klapálek, 1902)
- Brachyptera sislii Kazanci, 1983
- Brachyptera starmachi Sowa, 1966
- Brachyptera thracica Raušer, 1965
- Brachyptera transcaucasica Zhiltzova, 1956
- Brachyptera trifasciata (Pictet, 1832)
- Brachyptera tristis (Klapálek, 1901)
- Brachyptera vera Berthélemy & Gonzalez del Tanago, 1983
- Brachyptera zwicki Braasch & Joost, 1971